# حلة كوكو
حِلّة كوكو منطقة أو محلية تقع شرق النيل الأزرق في العاصمة السودانية الخرطوم، وهي وأول منطقة في أفريقيا والشرق الأوسط تُضرب بالطيران قبل الحرب العالمية الثانية.

## التاريخ
اختلفت الروايات حول تأسيس حلة كوكو، تقول إحداها إنه في العام 1926م قام المك كوكو كوبانقو ملك قبيلة لفوفه في منطقة الليرى بثوره شرسة بدأءها بعصيانة للمستعمر في جمع الضرائب المفروضة على مواطنيه والتي كانت تجمع عبره .في ذلك العام 1926م لم يكن سلاح الطيران والقنابل الجوية استخدمت في منطقة مالا في أفريقيا ولا في الشرق الأوسط قبل الحرب العالمية الثانية، فإن المستعمر الإنجليزى عندما إستعصى علية أمر تلك الثورة الشرسة التي كبدته خسائر كبيرة في عدد من المعارك بينة وبين جنود المك كوكو كوبانقو، وسميت علي إسمه باعتباره بطلا.
وإحداها إن أول رجل استقر في هذه المنطقة واسمه (كوكو) كان يمتلك مركباً يجوب بها النهر وينشط في نقل المواطنين بين ضفتيه، وهو أول إنسان استقر في هذا المكان بعد أن نصب راكوبة من القش عليه، وشيئا فشيئاً تجمع حوله عابرو النهر إلى الضفة الجنوبية. ورواية التاجر فتح الرحمن أحمد كوكو، كانت مختلفة كثيراً إذ قال لنا: إن كلمة كوكو نوبية قديمة وتعني الأسد الذي كان معبودا في حقب ما قبل المسيحية، أما حلة كوكو فقد كانت حصناً منيعاً لمملكة علوة القديمة وحاضرتها (سوبا) وكان الحصن يقع في المنطقة الشمالية التي تسمى الدنيقيلا وهي المدينة المبنية من الطوب الأحمر ودمرت إبان حروب مملكة سوبا، ولاحقاً طلب خورشيد باشا، بحسب رواية الشيخ (أحمد بن الحاج) كاتب الشونة، من العمدة عبد السلام ود كبيدة من المغاربة إرسال كمية من الحجارة الموجودة في الدنيقيلا فنقلت من المدينة التي دمرت، وبني بها القصر الجمهوري الحالي.
ولاحقاً وأثناء شق قنوات للري من مجرى النهر اكتشفت مقبرة كبيرة تعود للعنج وهي موجودة في خريطة تعرف بخريطة حلة كوكو، وأضاف: “مقبرة العنج توجد في ما يسمى بمربع خمسة من سوق حلة كوكو”.

### القصف الجوي
في الصراع السوداني لعام 2023، تعرّضت حلّة كوكو لقصف غارات جويّة، وقالت وزارة الصحة بولاية الخرطوم، إن الغارات الجوية تسببت في قتل وإصابة أكثر من 30 مواطناً بينهم نساء وأطفال، وذلك بعد ساعات من المجزرة الدامية التي شهدها أحد أحياء جنوب الخرطوم، راح ضحيتها 47 قتيلاً وأكثر من 70 مصاباً بعضهم في حالة خطرة. وأظهر تسجيل فيديو مصور في موقع «فيسبوك» قتلى وجرحى في مكان الغارة الجوية التي استهدفت تجمعا لمواطنين في سوق صغيرة يطلق عليها «سوق الغنم» بمنطقة حلة كوكو بشرق النيل.

## معالم بارزة
- سوق حلّة كوكو ؛ سوق حلة كوكو الذي كان يُطلق عليه في السابق «سوق العرب»، يُعتبر أقدم الأسواق بمحلية شرق النيل الكبيرة، وواحد من أهم الأسواق بالعاصمة الخرطوم.[6]
- محطة قطار حلة كوكو[7]
- حديقة حيوان كوكو
- كلية الطب البيطري والإنتاج الحيواني - جامعة السودان للعلوم والتكنولوجيا[8]
- مسجد حلة كوكو